# Achryson foersteri
Achryson foersteri  (лат.) — вид жуков-усачей из подсемейства настоящих усачей (Cerambycinae). Распространён в Южной Америке: Бразилия (Гояс, Сан Паулу, Парана, Санта-Катарина, Рио-Гранде-ду-Сул), Парагвай, Аргентина (Чако, Мисьонес, Санта-Фе, Энтре-Риос, Буэнос-Айрес), Уругвай. Длина тела от 9 до 22 мм. Впервые был описан в 1953 году под названием Achryson foersteri Bosq, 1953. Кормовыми растениями являются Celtis tala Gillies ex Planchon (Коноплёвые), Senegalia bonariensis (Gillies ex Hook & Arn.) Seigler & Ebinger, Прозопис (Prosopis sp. Мимозовые), Шелковица белая (Тутовые).